# Франц Вальдштейн
Франц де Паула Адам Норберт Венцель Людвіг Валентин Вальдштейн фон Вартенберг (1759, Відень — 1823, Богемія) — австрійський ботанік.
Лицар Мальтійського ордена. Неодноразово брав участь у військових діях, переважно проти турків. У 1789 р. захопився ботанікою. Працював разом з Паулем Китайбелем, протягом семи років подорожував з ним по Угорщині (у тому числі по території сучасного Закарпаття), збираючи рослини та зразки мінералів. Китайбель і Вальдштейн є авторами тритомної праці «Описи та рисунки рідкісних рослин Угорщини» («Descriptiones et icones plantarum rariorum Hungariae», Відень, 1803—1812).
Отримавши у спадщину маєток у Богемії, Вальдштейн заснував там школи для юнацтва і забезпечив створення багатої ботанічної колекції, котру пізніше заповів Чеському національному музею в Празі.

## Іменем Вальдштейна/Вальдштайна названо
- Waldsteinia Willd. — Вальдштейнія — рід рослин родини Rosaceae
- Campanula waldsteiniana Roem. et Schult. — Дзвоники Вальдштейна — вид рослин родини Campanulaceae
- Leucanthemum waldsteinii — королиця Вальдштайна (за сучасною класифікацією є синонімом королиці круглолистої) — вид рослин родини Asteraceae
- Salix waldsteiniana  Willd. —  — вид рослин родини Salicaceae
- Cirsium waldsteinii Rouy — осот Вальдштайна[2] (у сучасній транскрипції Вальдшта́йна)